# Državni udar u Čileu 1973.
Čileanski državni udar 1973. godine predstavljao je kulminaciju višegodišnje političke krize u Čileu, izazvane eskalacijom sukoba između ljevičarskog predsjednika Salvadora Allendea na jednoj, i desničarskog Nacionalnog kongresa (parlamenta) na drugoj strani, koji je svoje korijene imao u Allendeovoj namjeri da u Čile uvede socijalizam. Sukob, koji je zahvaljujući hladnom ratu osim ideološke i ekonomske imao i međunarodnu dimenziju, te u kome su Allendea podržavali SSSR i Kuba, a čileanske desničare SAD, riješen je kada su Oružane snage Čilea uz financijsku i propagandnu podršku CIA-e, izvele državni udar 11. rujna 1973. godine. Pučisti su za nekoliko sati uspjeli preuzeti nadzor nad zemljom, a Allende je izvršio samoubojstvo nakon što je s najvjernijim pristašama nekoliko sati pružao otpor opkoljen u predsjedničkoj palači La Moneda. Pučisti, organizirani u huntu čiji je vođa kasnije postao Augusto Pinochet, su potom tijekom sljedećih nekoliko dana započeli strahovladu tijekom koje su uhićene i mučene desetine tisuća ljevičara i Allendeovih pristaša; pri tome je likvidirano između 1500 i 3000 ljudi, među kojima je bio i niz uglednih osoba poput glazbenika Victora Jare. Pinochetov režim je zahvaljujući tome u korijenu sasjekao pokušaje ljevičara da organiziraju kontra-puč, odnosno neutralizirao kasnije pokušaje pokretanja gerile; zahvaljujući tome je ostao na vlasti sve do 1990. godine i proveo radikalne neoliberalne ekonomske reforme koje će kasnije postati uzor mnogim razvijenim državama. Puč je, bez obzira na to, predstavljao jedan od najvažnijih, ali i najtraumatičnijih događaja u povijesti Čilea, ali i šire; svjetskoj javnosti su razmjeri krvoprolića bili neshvatljivim s obzirom na raniju reputaciju Čilea kao oaze stabilnosti i "uredne" liberalne demokracije u Latinskoj Americi. 

## Vanjske poveznice
- CIA acknowledges involvement in Allende's overthrow Pinochet's rise, CNN.  Arhivirana inačica izvorne stranice od 2. kolovoza 2009. (Wayback Machine)
- Cronología, Salvador-Allende.cl, originally published in Archivo Salvador Allende, number 14. An extensive Spanish-language site providing a day-by-day chronology of the Allende era. This is clearly a partisan, pro-Allende source, but the research and detail are enormous.
- National Security Archive's Chile Documentation Project  Arhivirana inačica izvorne stranice od 19. veljače 2015. (Wayback Machine) which provides documents obtained from FOIA requests regarding U.S. involvement in Chile, beginning with attempts to promote a coup in 1970 and continuing through U.S. support for Pinochet
- US Dept. of State FOIA Church Report (Covert Action in Chile)  Arhivirana inačica izvorne stranice od 11. rujna 2009. (Wayback Machine)
- 11 September 1973, When US-Backed Pinochet Forces Took Power in Chile – video report by Democracy Now!